# 謙譲の聖母 (フラ・アンジェリコ)
『謙譲の聖母』（けんじょうのせいぼ、伊: Madonna dell'Umiltà、西: Virgen de la Humildad、英: Madonna of Humility）は、初期イタリア・ルネサンスの巨匠フラ・アンジェリコが1433-1435年に板上にテンペラで制作した絵画である。14世紀にイタリアのシエナで誕生した「謙譲の聖母」と呼ばれるタイプの絵画である。マドリードのティッセン＝ボルネミッサ美術館の所有であるが、バルセロナにあるカタルーニャ美術館に寄託されている。

## 作品
聖母マリアは、立っている幼子イエス・キリストを膝の上に乗せ、地面に直接置かれたクッションに座っている。高い玉座の上から見下ろすように描かれている「荘厳の聖母」とは異なり、「謙譲の聖母」はほとんど地面すれすれに座り、つつましさと母性のイメージを強調している。
左手に、母性と純潔さの象徴であるバラとユリの入った花瓶を持っている。やはりユリを持ってい幼子イエスは、額を母の頬につけている。聖母子は、3人の天使が支え持つ金と黒の刺繍の施された織物でできた「栄誉の布」の下にいる。もう2人の天使が地面に座って、オルガンとリュートを奏でている。堂々とした人物像、豪華な衣服、調節された光、青色の使用により、本作は15世紀イタリア絵画の最も純粋な様式を示している。作品は、1568年にジョルジョ・ヴァザーリによりフィレンツェのゴンディ家にあったと叙述されている作品と同定されており、多翼祭壇画の１部であった。